# فيصل جواد
فيصل جواد ممثل عراقي وأكاديمي فني، مقيم في الإمارات، وكاتب ومخرج مسرحي، والمدير التنفيذي لهيئة الفجيرة للثقافة والإعلام.

## أعماله
- الأوبريت الغنائي «سطور الجليس» تأليف وسيناريو وإخراج فيصل جواد.[7]
- حكاية حلب - أوبريت. إخراج فيصل جواد.[8]